# الهادي قلة
الهادي قلة ولد في الدندان يوم 24 فبراير 1951 وتوفي يوم 14 مارس 2012 فنان تونسي ملتزم.

## دراسته
درس الهادي قلة بفرنسا وهو حامل لشهادة عليا في الترجمة التقنية باللغات الإنقليزية والفرنسية والعربية كما يمارس مهنة الترجمة الفورية في اللغات الثلاث.

## تجربته
أخذ الهادي قلة حبه للموسيقى والغناء من أبيه حسن قلة الذي كان من أبرز المنشدين للمقامات التونسية، إذ كان منشداً في المدائح والأذكار في نهج الطريقة السُّلامِيّة، نسبة إلى الشيخ عبد السلام الفيتوري، بالإضافة إلى إلمامه بالموسيقى الشرقية والموشحات والأدوار. فكانت انطلاقة الهادي قلة في الموسيقى منذ فترة الدراسة الثانوية في إطار مجموعات موسيقية للشباب في مدينة تونس، وقد طوّر خلال ذلك عزفه على آلة العود. وبالإضافة إلى ذلك فقد شارك منذ أواخر الستينات في أعمال مسرحية وسينمائية.
أما مشواره الفني في التلحين والغناء فقد بدأه خلال السبعينات وهو ما يزال طالبا بفرنسا، وغنى لأول مرة بتونس عام 1977 في سهرة الشعر العربي على ركح مسرح قرطاج الأثري في عرض تميز بمشاركة الشاعرين الراحلين محمود درويش ونزار قباني. وكان يغني بمدرجات الجامعات وفي التظاهرات الطلابية في أوائل مشواره، ولكن سرعان ما اهتمت بعمله العديد من الجمعيات العربية والفرنسية وأطراف مختلفة من عالم الفن والثقافة. وهكذا شارك الهادي قلة في العشرات من المهرجانات المخصصة للجاليات المهاجرة كما في المسارح والمهرجانات الفنية في فرنسا وإيطاليا وبلجيكا وألمانيا. ويمكن القول بأن تجربة الهادي قله الفنية كان لها أثر فعال في ظهور عدد من المغنين والمجموعات الموسيقية في تونس، من بينها محمد بحر وتوفيق المستاوي والزين الصافي والأزهر الضاوي وفرق ملتزمة عديدة من بينها البحث الموسيقي وعشاق الوطن. وقد غنى الهادي قلة بالعربية والدارجة للعديد قصائد لشعراء من بينهم أبو القاسم الشابي والمولدي زليلة ومحمود درويش وبلند الحيدري وإيليا أبو ماضي وسميح القاسم، كما أدى أغاني الشيخ إمام وسيد درويش.

## مواضيعه
غنى الهادي قلة للمظلومين وللفقراء والمهاجرين وللقضية الفلسطينية. وقد وجد تجاوباً خاصة في الأوساط الطلابية والنقابية.

## من أغانيه
- بابور زمر، شعر المولدي زليلة (تونس).
- ألا أيها الظالم المستبد، شعر أبي القاسم الشابي (تونس).
- برقية من السجن، للشاعر محمود درويش (فلسطين).
- سجل أنا عربي، للشاعر محمود درويش.
- خطوات في الغربة، شعر بليد الحيدري (العراق).
- صوت الجية الضائعة، شعر سميح القاسم (فلسطين).
- مرثية محمد جديرة، شعر علي سعيدان (تونس).

## بابور الهجرة
أشهر ما غنى الهادي قلة وهي من كلمات المولدي زليلة تقول كلماتها:
- بابور الهجرة

بابور زمّر خش البحر
عطى بالظهر
لارض الوطن عز الوكر
بابور زمّر خش الغريڨ
سالك طريق
ڤدا أرض غربة تشيح الريڨ
عاطي بظهره لوجه الصديڨ
و ڤلب الرفيڨ
وجوه الأهالي طافية صفر هم و كدر
بابور زمّر بالصوت عالي
عل الوطن جالي
يحمل شباب عالشعب غالي
ڤداه اليدين ترعش تشالي
دمع الأهالي
يلذع و يجرح شبح النظر
حرڨ الشفر
بابور زمّر خاشش لبحره
ڤدا أرض برة
لسماء صافية عاطي ظهره
يحمل شباب من أرض خضراء
لحياة مرة
كما يحمل الواد وڤت المطر
عتوڨ الشجر
بابور زمّر هج مالوطن
في مثيل سن
يڤص الموج ڤص الجبن
عل البحر أزرڨ خلـّف كفن
خلـّى السفن
عالشط ترعش خايفة الخطر
هاج البحر ماج البحر
بابور سافر عل العين غاب
تحت الضباب
محشي معبي بخير الشباب
وسڤوه للأجنبي بلا حساب
مثل الدواب
الفرڨ بينه و بين البڤر
جواز السفر